# ویلیام تاکارت
ویلیام تاکارت (انگلیسی: William Tackaert؛ زادهٔ ۹ اوت ۱۹۵۶) دوچرخه‌سوار اهل بلژیک است.